# Paluhombo
Paluhombo is een bestuurslaag in het regentschap Sukoharjo van de provincie Midden-Java, Indonesië. Paluhombo telt 1754 inwoners (volkstelling 2010).